# Сокровища древнерусской литературы
«Сокровища древнерусской литературы» — серия книг издательства «Советская Россия» (Москва), выходившая в 1981—1991 годах. В книгах серии, составленных по тематическому признаку, представлены произведения древнерусской литературы различных жанров, охватывающие период с XI до XVII века. Каждое издание подготовлено известными специалистами по литературе Древней Руси, содержит публикации текстов, их переводы на современный русский язык, статьи и комментарии.
Серию открыло в 1981 году издание, посвящённое «Слову о полку Игореве» — выдающемуся памятнику древнерусской литературы. Он был представлен в книге факсимильным воспроизведением его первого издания 1800 года, древнерусским текстом в современном его прочтении, а также разобранными поэтическими переводами и переложениями (В. А. Жуковского, А. Н. Майкова, Н. А. Заболоцкого, В. И. Стеллецкого, Л. И. Тимофеева).
Формат книги: 84x108/32 (130х205 мм); в переплёте. Тиражи в 50 и 100 тысяч экземпляров (за одним исключением).

## Книги серии
- Слово о полку Игореве / Составитель В. И. Стеллецкий. — М.: Советская Россия, 1981. — 288 с. — (Сокровища древнерусской литературы). — 100 000 экз. (в пер.)

- Древнерусские предания (XI—XVI вв.) / Сост. и ред. В. В. Кусков. — М.: Советская Россия, 1982. — 368 с. — (Сокровища древнерусской литературы). — 50 000 экз. (в пер.)

- Книга хожений: Записки русских путешественников XI—XV вв. / Сост. и пер. Н. И. Прокофьев. — М.: Советская Россия, 1984. — 448 с. — (Сокровища древнерусской литературы). — 30 000 экз. (в пер.)

- Русское историческое повествование XVI—XVII веков / Составление, предисловие, подготовка древнерусских текстов, перевод и примечания Ю. А. Лабынцева. — М.: Советская Россия, 1984. — 352 с. — (Сокровища древнерусской литературы). — 50 000 экз. (в пер.)

- Сатира XI—XVII веков. — М.: Советская Россия, 1987. — 512 с. — (Сокровища древнерусской литературы). — 100 000 экз. (в пер.)

- Красноречие Древней Руси (XI—XVII вв.) / Составитель Т. В. Черторицкая; Переводчики: Т. В. Черторицкая, Л. А. Дмитриев, Н. В. Понырко. — М.: Советская Россия, 1987. — 448 с. — (Сокровища древнерусской литературы). — 50 000 экз. (в пер.)

- Записки русских путешественников XVI—XVII вв.. — М.: Советская Россия, 1988. — 528 с. — (Сокровища древнерусской литературы). — 50 000 экз. — ISBN 5-268-00567-7. (в пер.)

- Виршевая поэзия (первая половина XVII века). — М.: Советская Россия, 1989. — 480 с. — (Сокровища древнерусской литературы). — 100 000 экз. — ISBN 5-268-00568-5. (в пер.)

- Мудрое слово Древней Руси (XI—XVII вв.) / Составление, вступительная статья, подготовка древнерусских текстов, перевод и комментарий В. В. Колесова. — М.: Советская Россия, 1989. — 464 с. — (Сокровища древнерусской литературы). — 100 000 экз. — ISBN 5-268-00205-8. (в пер.)

- Древнерусская притча / Сост.: Н. И. Прокофьев, Л. И. Алёхина. — М.: Советская Россия, 1991. — 528 с. — (Сокровища древнерусской литературы). — 50 000 экз. — ISBN 5-268-01286-X. (в пер.)
- Русская бытовая повесть. XV—XVII вв / Сост., вступ. ст. и коммент. А. Н. Ужанкова. — М.: Советская Россия, 1991. — 448 с. — (Сокровища древнерусской литературы). — 100 000 экз. — ISBN 5-268-01157-X. (в пер.)